# Fournier roux
 (février 2022).
Si vous disposez d'ouvrages ou d'articles de référence ou si vous connaissez des sites web de qualité traitant du thème abordé ici, merci de compléter l'article en donnant les références utiles à sa vérifiabilité et en les liant à la section « Notes et références ».
Furnarius rufus
Espèce
Répartition géographique
Statut de conservation UICN

 LC  : Préoccupation mineure
Le Fournier roux (Furnarius rufus), connu aussi sous les noms de Hornero común en espagnol, alonsito (en Argentine et au Paraguay), casero, caserita (en Argentine), guyra tatakua (en guaraní) alonso ou Alonso García (au Paraguay), tiluchi (dans l''Oriente boliviano), simplement hornero (en Uruguay, Argentine et Bolivie), hornerillo ou albañil (en Argentine), est une espèce d'oiseau passériforme appartenant à la famille des furnaridés (Furnariidae) qui à son tour compose avec cinq autres espèces le genre Furnarius. C'est un petit passereau qui mesure entre 16 et 23 cm de long et ne présente pas de dimorphisme sexuel apparent. Il est endémique d'Amérique du Sud et est présent dans une grande variété d'habitats.
Le Fournier roux est un oiseau insectivore qui trouve sa nourriture en marchant sur le sol. Son régime est constitué principalement de petits invertébrés comme des coléoptères, des grillons, des papillons et d'autres insectes. Il s'agit d'une espèce monogame qui construit un nid de boue caractéristique dans les arbres, les bâtiments et autres structures. La femelle pond de trois à quatre œufs qui sont couvés par les deux sexes. Étant un oiseau d'habitude non migrateur, il vit et se reproduit dans son aire de résidence. Du fait de sa grande aire de distribution et de son abondance en augmentation, le fournier roux est classé en préoccupation mineure par l'Union Internationale pour la Conservation de la Nature.
Le Fournier roux a été favorisé par la présence de l'être humain, devenant le centre de nombreuses légendes et chansons appartenant au folklore d'Amérique du Sud. En outre, les agriculteurs admettent que le fournier roux protège les semences des insectes nuisibles. C'est l'oiseau national de l'Argentine depuis 1928. Il apparaît sur la monnaie argentine d'un demi-cent d'austral, inventée en 1985, et à partir de 2017 sur le billet de mille pesos.

## Taxonomie
Le fournier roux fut décrit pour la première fois en 1788 par Johann Friedrich Gmelin dans le premier tome de son œuvre Systema Naturae, sous le nom scientifique de Merops rufus,, bien que Philibert Commerson ait pris quelques notes sur l'espèce en 1767, d'un spécimen qu'il a obtenu à l'Ensenada de Barragan, durant l'expédition de Louis-Antoine de Bougainville. Commerson a nommé le fournier roux Turdus fulvus et ses notes ont été publiées en 1779 par Georges Buffon dans son œuvre Histoire Naturelle,. Son nom scientifique actuel a été utilisé pour la première fois en ornithologie dans le livre Zoology of the Voyage of H.M.S. Beagle, publié par l'ornithologue anglais John Gould en 1841,.
Actuellement, le fournier roux compose ainsi que cinq autres espèces le genre furnarius, qui à son tour appartient à la famille des furnaridés comprenant les oiseaux passériformes d'Amérique centrale et d'Amérique du Sud. Le plus proche parent du fournier roux est le fournier huppé (furnarius cristatus), qui présente un plumage et des habitudes similaires à Furnarius rufus, bien que le fournier huppé soit plus petit et possède son toupet caractéristique.
Le mot Furnarius de son nom binominal dérive du latin furnus, qui fait référence à un four en argile, dont la forme est similaire à celle du nid du fournier. D'autre part, l'épithète rufus, également en latin, dénote la teinte rousse du plumage du fournier. En 2003, la Société espagnole d'ornithologie a recommandé le nom hornero común pour nommer l'espèce Furnarius rufus.

### Sous-espèces
Selon la classification de la Taxonomie de Clements v.2021, sont reconnues cinq sous-espèces du fournier roux, lesquelles se différencient majoritairement par les changements dans la couleur de leur plumage.
| Sous-espèces       | Sous-espèces                                                                                        | Sous-espèces | Sous-espèces                                                                                                |
| Sous-espèces       | Autorité                                                                                            | Distribution | Commentaires                                                                                                |
| ------------------ | --------------------------------------------------------------------------------------------------- | --- | --- |
| F. r. rufus        | (GMELIN, 1788) Systema Naturae                                                                      | Il habite dans le Sud-Est du Brésil, (à Paraná au Sud de Rio Grande do Sul), en Uruguay et au centre et à l'est de l'Argentine (du Sud de Santiago del Estero jusqu'à l'Est de Corrientes, au Sud de Neuquén et au Nord-Est de Chubut). | C'est la sous-espèce nominale et la plus grande.                                                            |
| F. r. albogularis  | (von Spix, 1824) Décrit originairement comme Figulus albogularis dans Avium species novae           | Il habite à l'Est et au Sud-Est du Brésil. (Tocantins, sud de Ceará, Alagoas et Bahia au Sud de Goiás, São Paulo et Rio de Janeiro). | Il a une couronne plus sombre.                                                                              |
| F. r. commersoni   | von Pelzeln, 1868 Décrit originairement comme Furnarius commersoni dans Zur Ornithologie Brasiliens | Il habite dans l'Ouest du Brésil, l'Etat de Mato Grosso et la frontière de celui-ci avec la Bolivie. | Similaire à F. r. albogularis mais avec un plumage plus pâle sur la partie inférieure et un dos plus rouge. |
| F. r. paraguayae   | Cherrie & Reichenberger, 1921 American Museum Novitates                                             | Il habite au Paraguay et au Nord de l'Argentine (Formosa au Sud de La Rioja, au Nord de Santiago del Estero et au Nord de Santa Fe). | Son front et sa nuque sont d'une couleur rougeâtre plus soutenue.                                           |
| F. r. schuhmacheri | Laubmann, 1933 Verhandlungen der Ornithologischen Gesellschaft in Bayern                            | Il habite au Nord et à l'Est de la Bolivie, des départements de La Paz et Beni au département de Tarija. | |

En 2018, certains auteurs, comme le Congrès ornithologique international et le Handbook of the Birds of the World (Guide des oiseaux du monde), ne considéraient pas la sous-espèce Furnarius rufus schuhmacheri comme valide car ils affirment que les descriptions faites sont basées sur des spécimens détériorés. Par conséquent, ils l'incluent dans la sous-espèce commersoni.

## Description

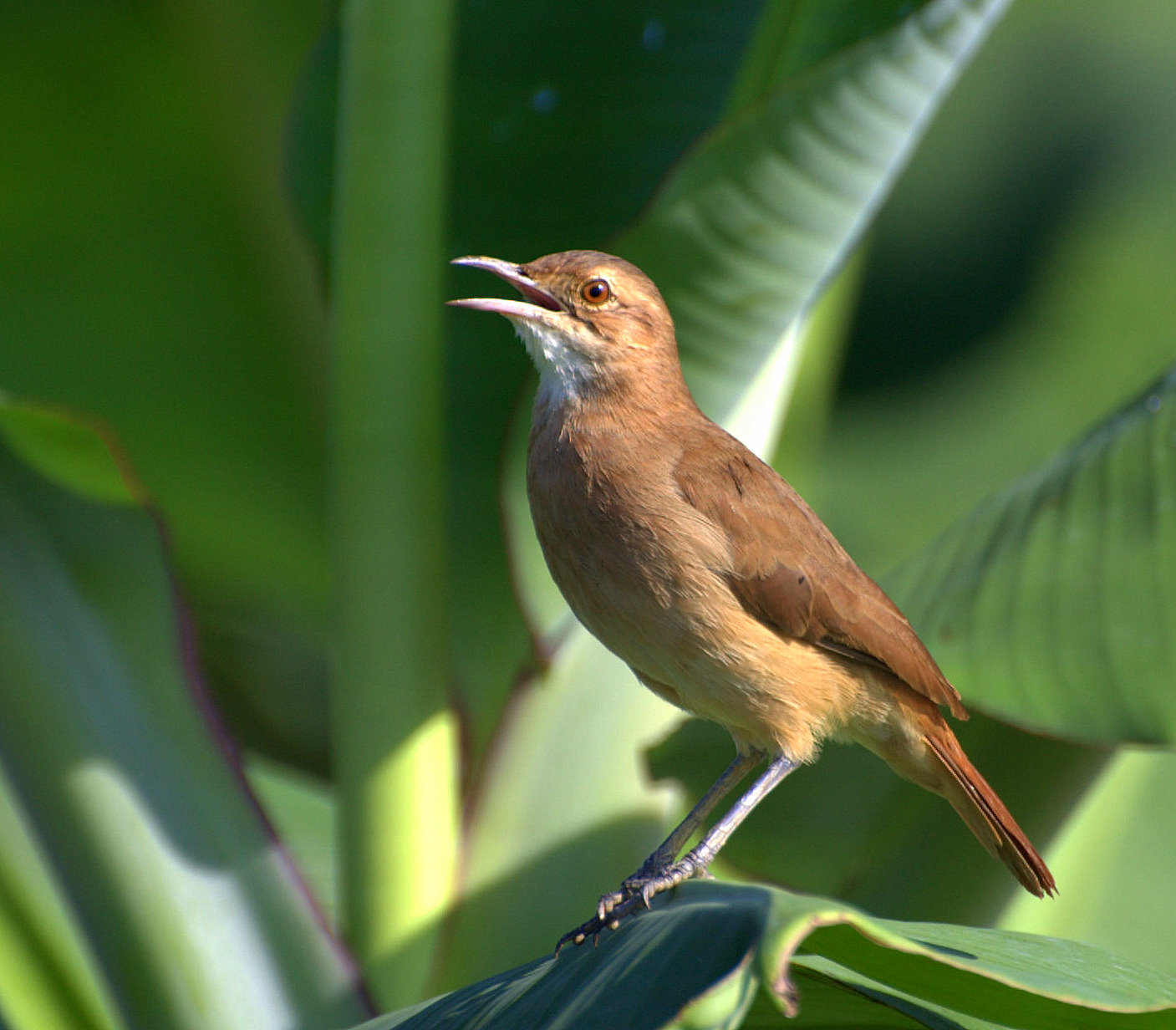

Le fournier roux est un petit oiseau passériforme et c'est la plus grande espèce correspondant au genre Furnarius. Le fournier roux ne présente pas de dimorphisme sexuel apparent, bien que le mâle pèse plus lourd et possède des ailes plus longues que la femelle. L'oiseau moyen mesure de 16 à 23 cm de long avec un poids de 31 à 65 g. En mesures standard, l'aile mesure approximativement 10,2 cm de long, la queue 7,1 cm et le bec 2,5 cm. Les populations de fourniers roux qui vivent à la plus grande distance de l'Équateur possèdent une taille supérieure en raison de la règle de Bergmann. Les exemplaires immatures possèdent le plumage du ventre de couleur plus pâle que les adultes.

Le fournier roux possède les ailes majoritairement de couleur brun rougeâtre, excepté les plumes secondaires qui sont marron pâle et les plumes de contour qui sont noirâtres. Les plumes de couverture sous les ailes sont de couleur marron clair. Le dos de l'oiseau est brun rougeâtre, la gorge est blanchâtre, la poitrine est brun pâle, sur le ventre le marron devient plus pâle et brillant et la queue est rousse. Le front du fournier roux est brun rougeâtre, avec un lore plus pâle, un chapelet marron grisâtre et une partie superciliaire non définie de couleur marron pâle brillante. Le bec et les pattes sont de couleur gris obscur. Des spécimens de fournier roux présentant un leucisme sont enregistrés en de rares occasions. D'autre part, au moins deux fourniers roux atteints d'albinisme ont également été trouvés. Dans de tels cas, l'oiseau possède un plumage majoritairement de couleur blanche.

### Vocalises
Le fournier roux réalise un chant coordonné en duo décrit comme une série soudaine et intense de notes, qui ont un son métallique "ki-ki-ki". Le mâle commence le chant par un trille permanent. La femelle rejoint le chant en produisant une série de notes mal définies et en même temps le trille réalisé par le mâle se transforme en triolet. La femelle termine le chant par trois ou quatre notes aigües. Bien que les fourniers roux développent ce chant durant toute l'année, ils le réalisent plus fréquemment durant la phase de pré-posture, peut-être parce que le chant sert à maintenir le lien entre les couples. Lorsqu'ils se rencontrent, le couple de fourniers réalise le chant en duo avec le cou tendu, la queue étendue et en battant légèrement des ailes.
Le chant du mâle est différent de celui de la femelle. Tandis que le chant du mâle est exclusivement composé par un type de note qui se répète à un rythme toujours plus soutenu, le chant de la femelle est formé de deux types de notes et est développé en une fréquence plus élevée que le chant du mâle. D'autre part, les vocalisations du fournier roux sont décrites comme un insistant et constant « krip » métallique, qui est aussi utilisé comme cri d'alarme en présence d'éventuelles menaces ou prédateurs.

## Écologie et comportement

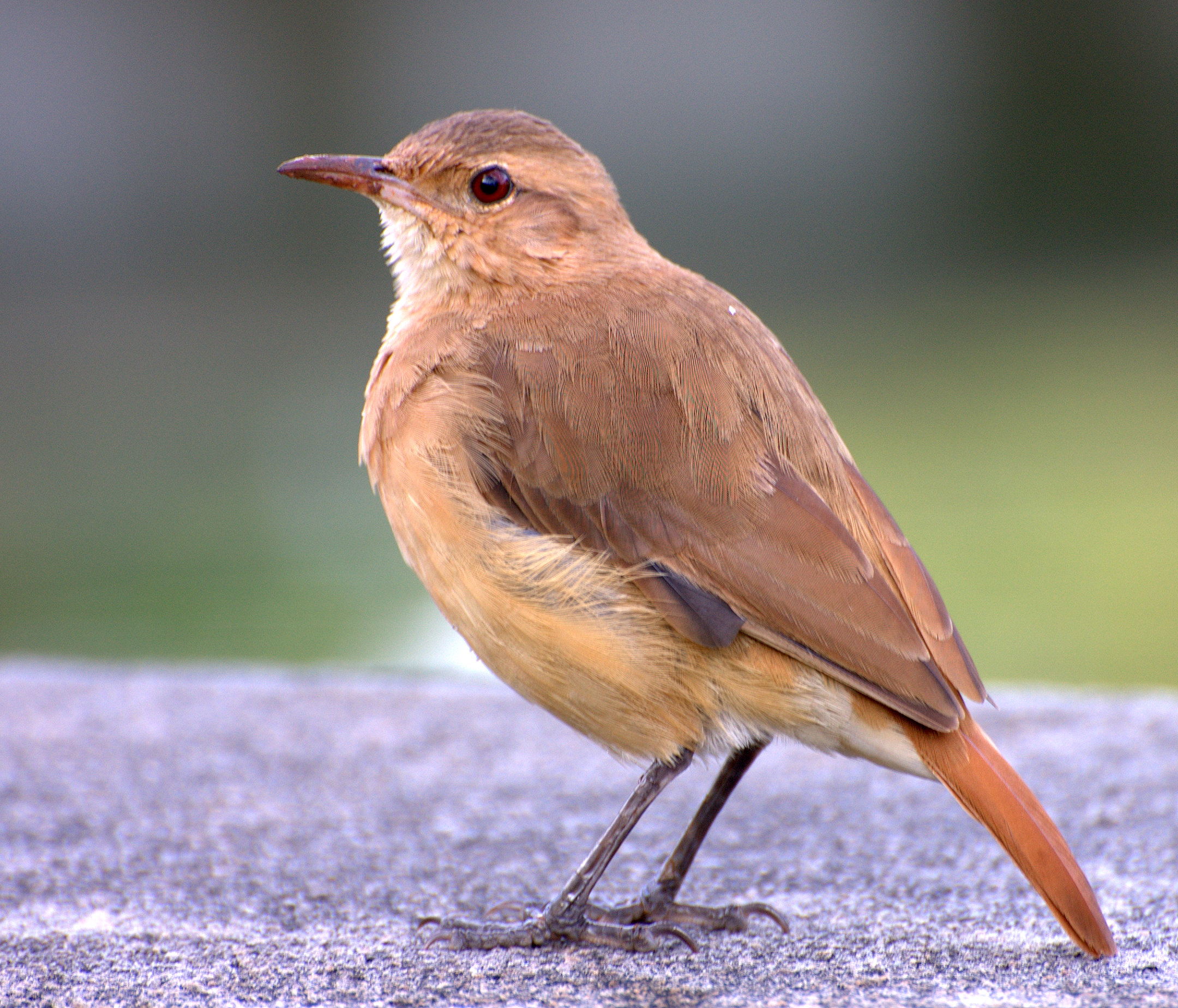

Le fournier roux est endémique d'Amérique du Sud et on le rencontre généralement dans les habitats à végétation clairsemée comme les pelouses et les fruticées. Il est aussi observé dans les parcs urbains, les terres agricoles, les jardins et autres aires urbaines. L'habitat de cet oiseau doit contenir de la boue pour la construction du nid. Le fournier roux vit habituellement dans les zones de plaines, près d'étendues d'eau, bien que son aire de résidence inclue aussi des endroits en Bolivie à 3 500 mètres au-dessus du niveau de la mer. Le fournier roux se distribue depuis le nord de la Bolivie et le centre du Brésil jusqu'à l'Uruguay et le centre de l'Argentine.
Le fournier roux est un oiseau sédentaire, au vol court et plutôt territorial. Le territoire d'un couple de fourniers varie entre 0,25-1 ha et est défendu par les deux individus durant toute l'année. Bien que la longévité de cette espèce n'ait pas été beaucoup étudiée, il a été enregistré qu'au moins 71,4 % des fourniers roux adultes survivent annuellement dans leur habitat naturel, avec une espérance de vie annuelle qui varie entre trois et quatre ans, bien qu'il ait été quelquefois démontré qu'ils sont capables de vivre jusqu'à 8 ans. Les principaux prédateurs du fournier roux sont les rapaces, les serpents, les lézards, les opossums à oreilles blanches, les renards et d'autres félins.

### Alimentation

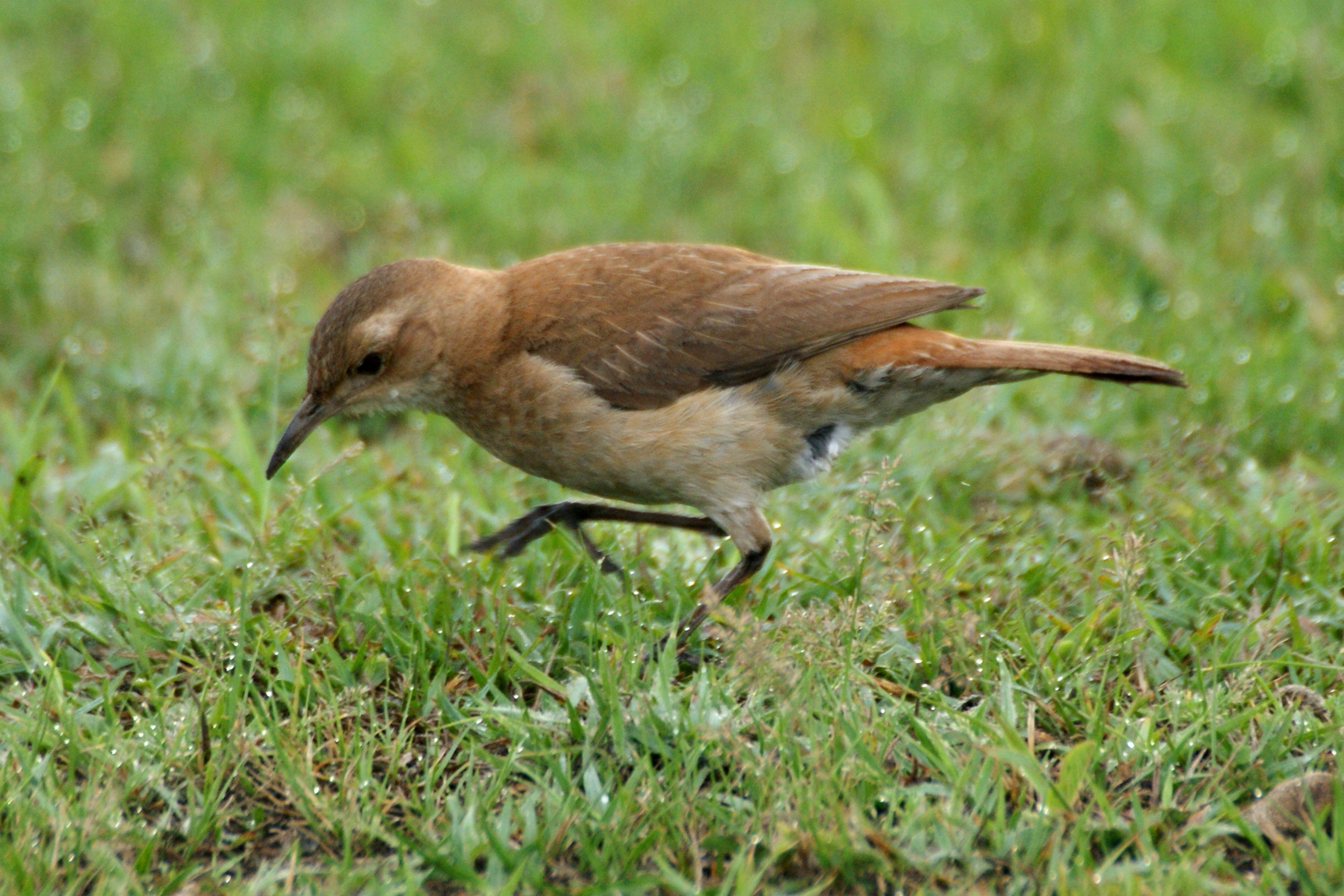
Un fournier roux à la recherche de nourriture

Le fournier roux se nourrit principalement d'insectes comme des grillons, des blattoptères, des papillons, des coléoptères, des criquets, des fourmis et des punaises. Font aussi partie de son régime d'autres petits invertébrés tels que des lombrics, des escargots, des vers et des araignées. Il se nourrit occasionnellement de graines, de végétaux, de fruits et de pain. De plus, il est enregistré que le fournier roux est capable de capturer des petits poissons et têtards pour sa consommation. Cet oiseau collecte sa nourriture majoritairement en marchant ou en réalisant des petits pas. Il est fréquent de le voir sur le sol à la recherche de nourriture parmi les feuilles sèches et la végétation éparse. Il scrute également la boue et l'écorce des arbres à la recherche de proies potentielles. S'il capture un invertébré ou un insecte trop grand, il le démembre.
Le fournier roux cherche généralement sa nourriture seul ou en couple, bien qu'il puisse quelquefois intégrer un groupe de Moqueurs plombés (Mimus saturninus). Durant l'époque de reproduction, les oisillons sont alimentés avec des libellules, des chenilles, des mouches et autres petits insectes et invertébrés.

### Reproduction
Le fournier roux se reproduit durant le printemps et l'été austral. C'est un oiseau monogame et généralement les couples de fourniers roux restent ensemble pour un temps indéfini, voire pour la vie. Dans certains cas, la femelle s'accouple deux fois par an. Souvent, le Vacher luisant (Molothrus bonariensis) et le Vacher criard (Molothrus rufoaxillaris) tentent de parasiter le nid des fourniers roux, bien que la plupart du temps les fourniers éloignent ces oiseaux de leurs œufs.

Entre trois et quatre œufs (généralement quatre) sont pondus durant les premières heures du matin à un intervalle de trois à quatre jours. La taille moyenne de l'œuf est de 28 mm x 22 mm, avec un poids de 4,6 à 7,1 g. Les œufs sont de couleur blanche opaque et de forme ovale. L'incubation dure entre 16 et 17 jours et durant la journée les deux parents se relaient pour couver les œufs, en revanche pendant la nuit c'est la femelle qui reste en permanence dans le nid. L'éclosion n'est pas simultanée et dure entre cinq et huit heures durant trois jours. Les oisillons naissent altricials, restant au nid en permanence pendant environ vingt-cinq jours. Les poussins commencent à ouvrir les yeux à quatre ou cinq jours, obtiennent une grande partie de leur plumage entre seize et dix-sept jours et pendant la dernière semaine qu'ils passent au nid les jeunes fourniers sont capables de réaliser les vocalisations d'un adulte.
Les deux parents nourrissent leur progéniture depuis leur naissance jusqu'à quatre ou cinq jours après qu'ils ont quitté le nid. Durant les premières trois semaines après avoir abandonné le nid, les poussins deviennent progressivement indépendants de leurs parents, bien qu'ils restent sur le territoire de leurs parents pendant approximativement neuf mois, et ils peuvent même les aider à construire le nid pour la prochaine saison de reproduction.

### Nid

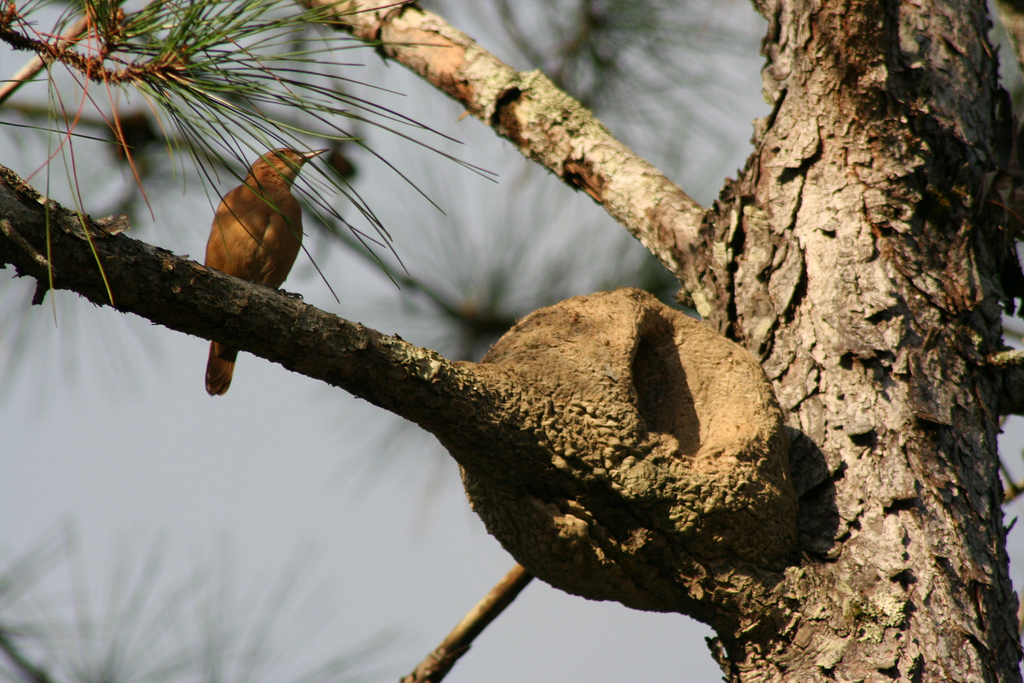
Le nid du Fournier roux

Le fournier roux construit son nid principalement entre les mois d'avril et juin, commençant la construction entre trois et quatre mois avant la ponte des œufs. Le nid est construit autant par le mâle que par la femelle en une période de temps qui varie entre quatre jours et environ un mois en fonction de la disponibilité des matériaux. Durant cette période, les glandes salivaires du fournier roux s'hypertrophient, ce qui lui procure une plus grande quantité de salive. Le nid a la forme d'un four d'argile et est construit avec de la boue combinée avec des fibres végétales, des crins, du fumier et des petits cailloux.
À l'intérieur, une cloison sépare l'entrée de la chambre d'incubation, qui est habituellement recouverte de plumes et de paille. L'entrée du nid peut-être située du côté gauche ou du côté droit, tandis que son orientation est toujours un mystère. Ces nids sont situés dans les arbres ou d'autres structures qui permettent au fournier roux d'avoir une bonne visibilité des environs. Occasionnellement, les fourniers roux abandonnent le nid incomplet en raison du manque de matériaux. Une fois terminé, le poids moyen du nid est de cinq kilogrammes. Un couple de fourniers construit chaque année un nouveau nid, bien que des cas où les nids ont été réutilisés aient été enregistrés. En dépit de la sécurité offerte par le nid, les fourniers préfèrent dormir dans la végétation dense.

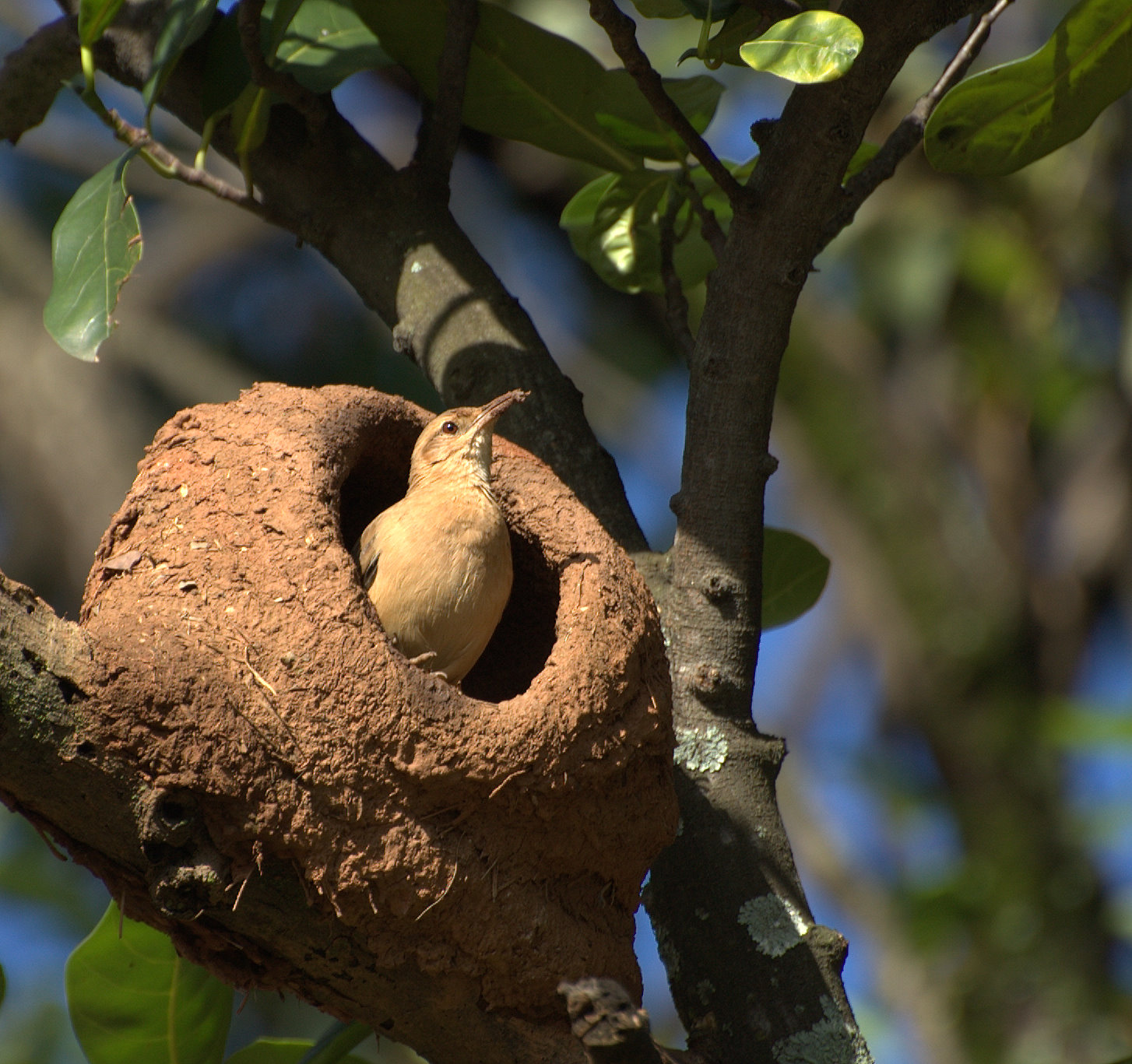
Un fournier roux dans son nid

Les nids abandonnés par cette espèce sont utilisés par une grande variété d'oiseaux tels que l'Upucerthie du Chaco, le Tyran audacieux, le Tyran de Swainson, la Chevêchette brune, l'Étourneau sansonnet, l'Hirondelle à diadème, l'Hirondelle tapère, le Moineau domestique, le Sicale bouton-d'or, le Pépoaza irupéro, le Moucherolle querelleur, le Troglodyte familier, le Synallaxe de la Plata et le Carouge à ailes baies.

## Relation avec l'homme
Le fournier roux est un oiseau synantrope qui a majoritairement bénéficié de l'existence de l'être humain. Les constructions et structures créées par l'homme sont très souvent utilisées par ces oiseaux pour l'emplacement de leur nid, tandis que les systèmes d'irrigation leur permettent d'obtenir plus facilement de la boue pour leur nid. En outre, le retournement de la terre dans les champs agricoles et le fauchage de différentes herbes aromatiques lui facilitent la tâche de trouver sa nourriture. Toutefois, le fournier roux est souvent vulnérable aux collisions et accidents avec les voitures. D'un autre côté, les gens bénéficient également de la présence du fournier, qui se nourrit de nombreux insectes et invertébrés qui sont nuisibles au semis, bien qu'il construise occasionnellement son nid sur les poteaux téléphoniques ou électriques, pouvant causer des courts-circuits, entre autres problèmes.
Comme indiqué dans le livre "El Hornero" des célèbres ornithologues Raúl Cárman et Tito Narosky, « … en Argentine a été publié pour la première fois un dessin du fournier et de son nid dans un guide pratique en 1917. Le rédacteur et illustrateur de cette œuvre précurseur fut le Dr. Juan Brèthes (1871-1928), entomologiste et partenaire fondateur de la Société Ornithologique du Plata… »
Le fournier roux est l'oiseau national d'Argentine depuis 1928. Il apparut aussi sur la monnaie australe d'un demi-centime de ce pays, inventée en 1985, ainsi que sur le billet de 1000$ à partir de 2017. Il est de plus représenté sur divers timbres argentins, brésiliens ou uruguayens. Dans le partido de Roque Peréz, province de Buenos Aires, est situé le monument du fournier.
En raison de sa popularité, le fournier roux est devenu le centre de nombreuses légendes et chansons appartenant au folklore des peuples d'Amérique du Sud. Son chant, ainsi que celui d'autres oiseaux, fut une inspiration pour le compositeur classique Olivier Messiaen. Le poète argentin Leopoldo Lugones composa une poésie sur le fournier.